# Jean Grandjean

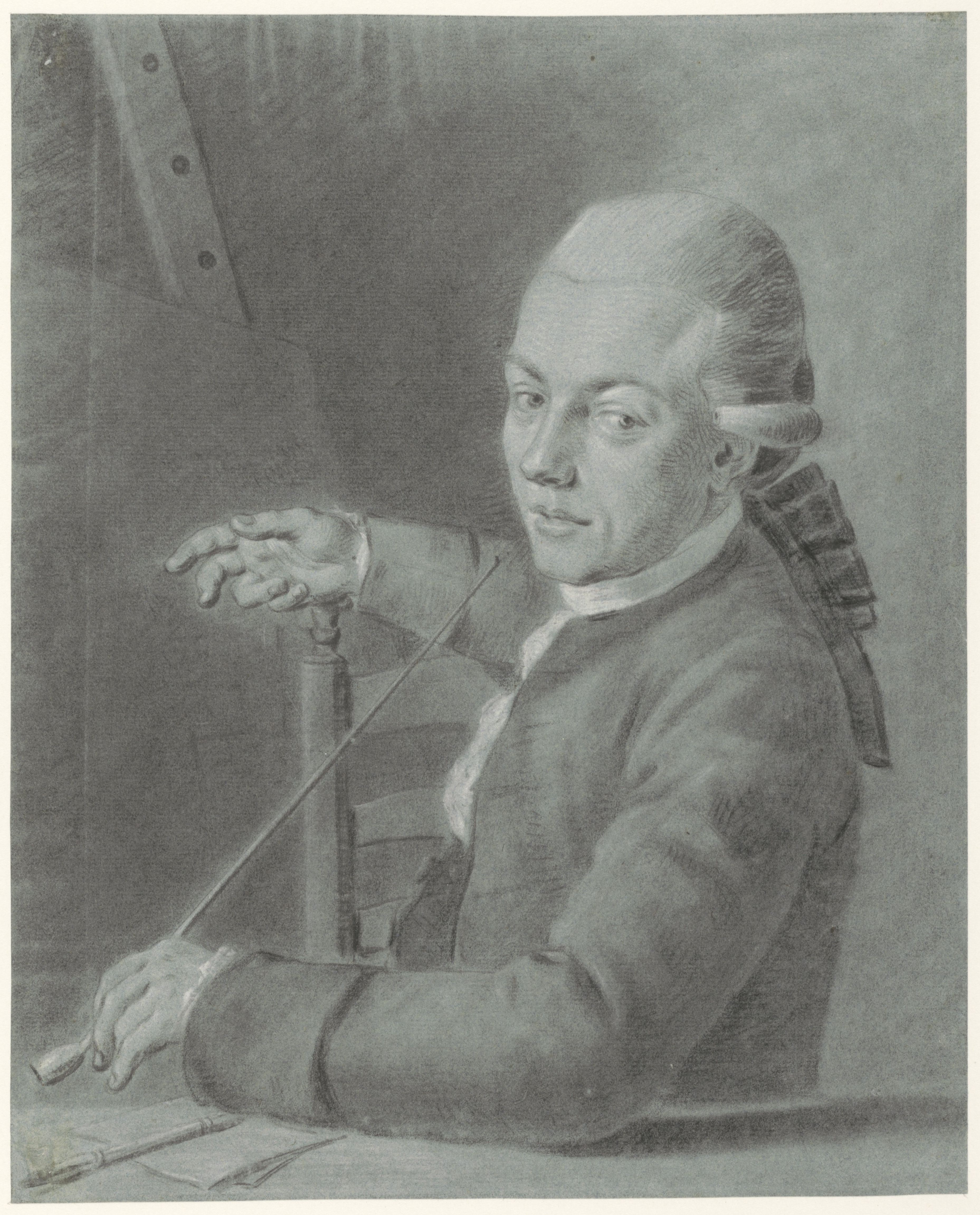
Portret van Jean Grandjean, 1777, door Jan Tersteeg

Jean Grandjean (Amsterdam, 5 februari 1752 - Rome, 12 november 1781) was een Nederlandse kunstschilder en tekenaar.

## Jeugd en opleiding
Jean Grandjean werd 5 februari 1752 geboren in Amsterdam. Zijn vader Pierre Grandjean werd handschoenmaker. Pierre hertrouwde na de dood van zijn vrouw Ida Hendriks. Zij kregen zes kinderen. Jean ging bij de landschapschilder Jacobus Versteegen in de leer en vervaardigde voor kunsthandelaar Jan de Groot onder meer portretten. Hij studeerde daarna bij Jurriaen Andriessen en aan de Stadstekenacademie, waar Andriessen ook les gaf. Jean won er drie prijzen. Hij schilderde genrestukken, historische werken en landschappen. Jean wilde historieschilder worden. In de zestiger en zeventiger jaren van de 18e eeuw werd de neoclassicistische stroming in Nederland sterk beïnvloed door Johann Joachim Winckelmann. In 1777 was hij een van de medeoprichters van de kunstenaarssociëteit 'Felix Meritis'. Jean kreeg opdrachten van en werd financieel gesteund om te reizen door Dirk Versteegh (1751-1822) en Jan Tersteeg (1750-1808).

## Buitenland
Om te studeren en te werken reisde hij naar Düsseldorf in Duitsland en 2 juni 1779 vandaar naar Rome in Italië. Jean was de eerste Nederlandse kunstenaar in vijftig jaar die naar Italië ging, nadat paus Clemens XI de 'Bentvuegels', de vereniging van Nederlandse schilders in Rome, had opgeheven. Na hem volgden Hendrik Voogd en Daniel Dupré.  Kardinaal Alessandro Albani was in Rome zijn mecenas. Jean werd er lid van de 'Trippelsche Akademie', waar Wilhelm Tischbein en Franz Kobell zijn collega's waren. Hij stierf in Rome op 12 november 1781 en werd begraven op het Protestants kerkhof van Rome bij de Piramide van Cestius.

## Schilderijen
Van hem zijn de schilderijen Cleobis en Biton, Dood van Sophonisba, De Viering van de Lente en Waterval bij Tivoli bekend.

## Tekeningen
Het Rijksprentenkabinet in het Rijksmuseum Amsterdam bezit ruim 70 van tekeningen van Jean Grandjean, waaronder Italiaanse landschappen en naaktstudies. Deze tekeningen zijn gedateerd ca. 1762 - 1781.

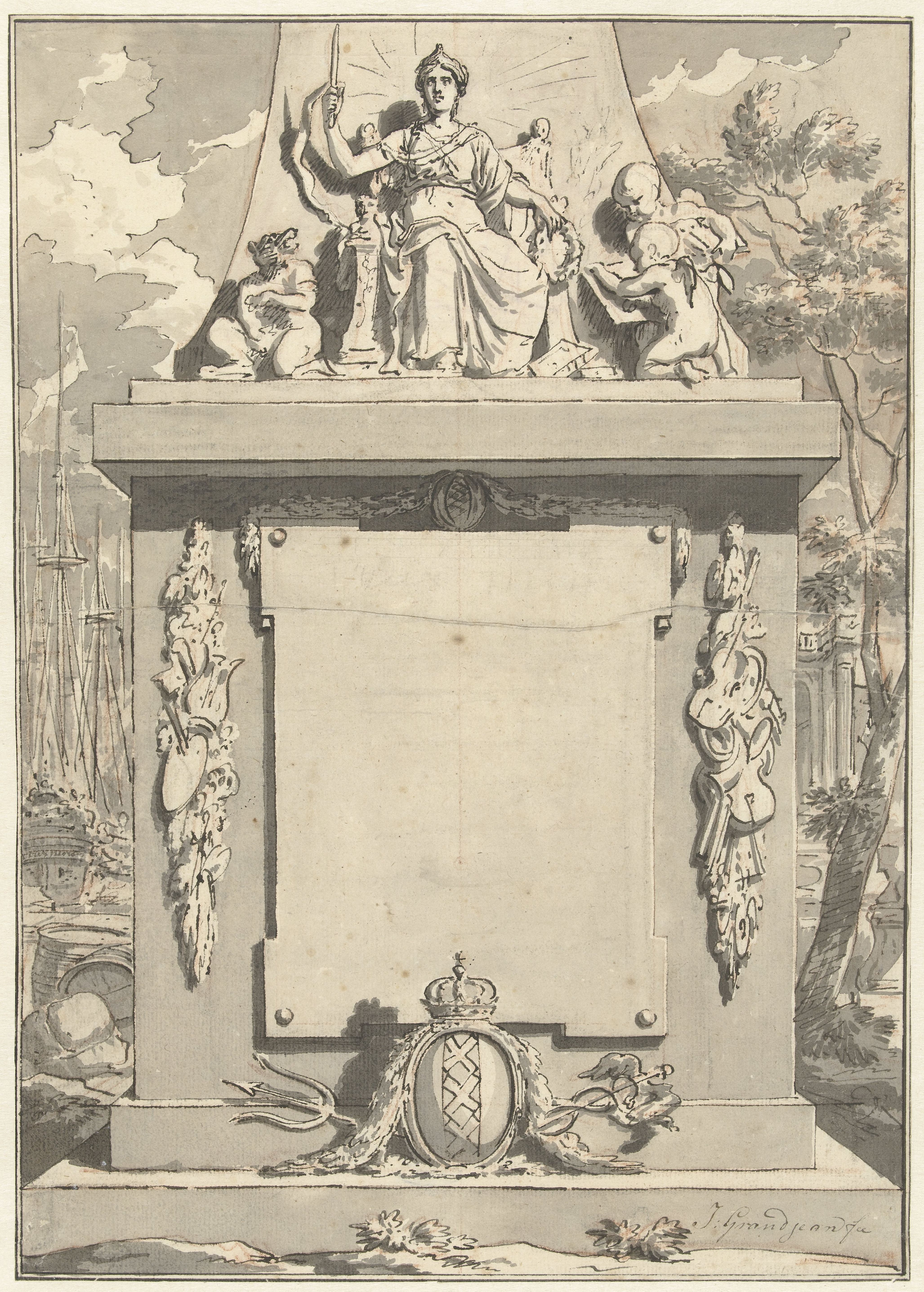
Attributen van Amsterdam
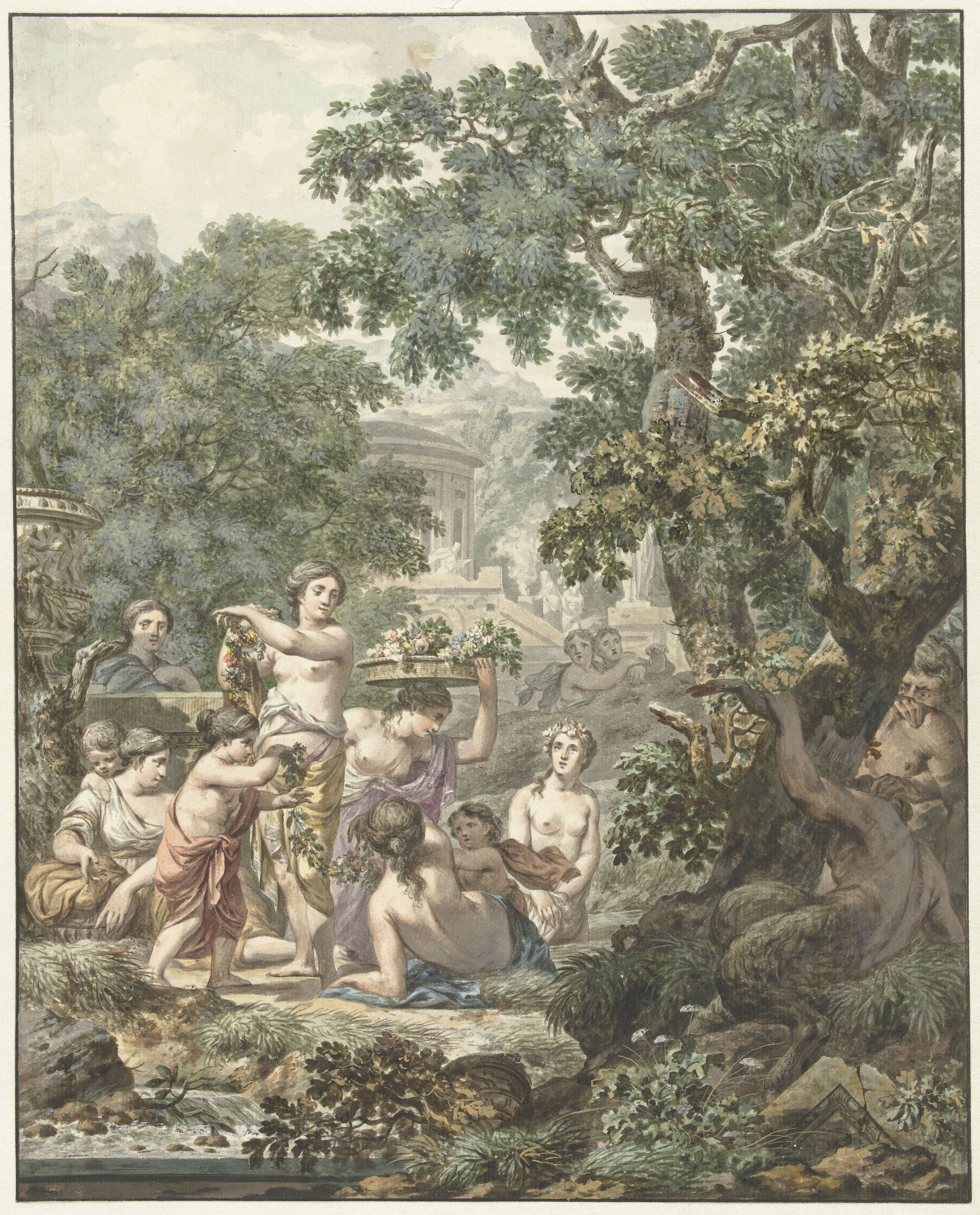
Arcadisch landschap
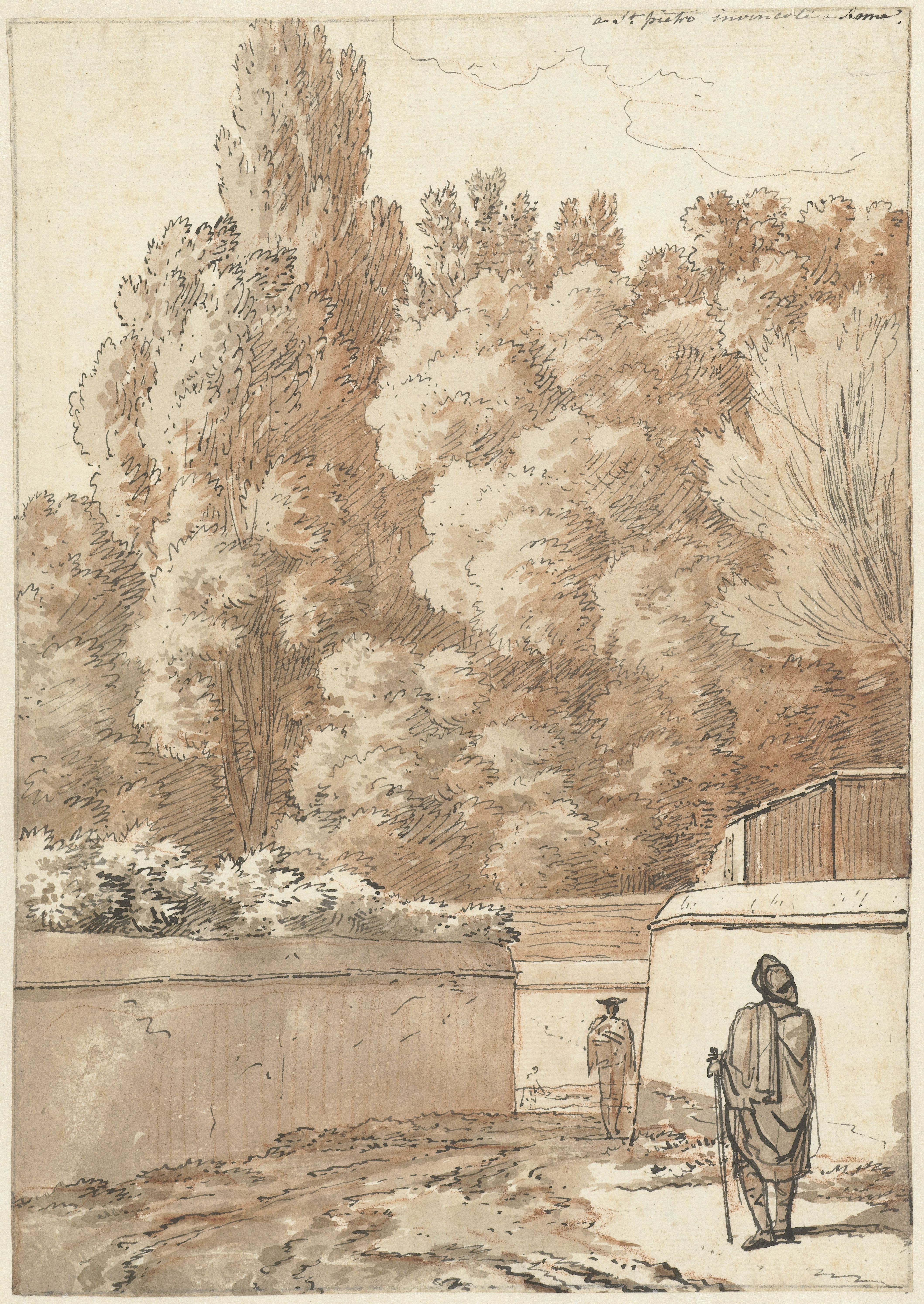
Wandelaars tussen tuinmuren
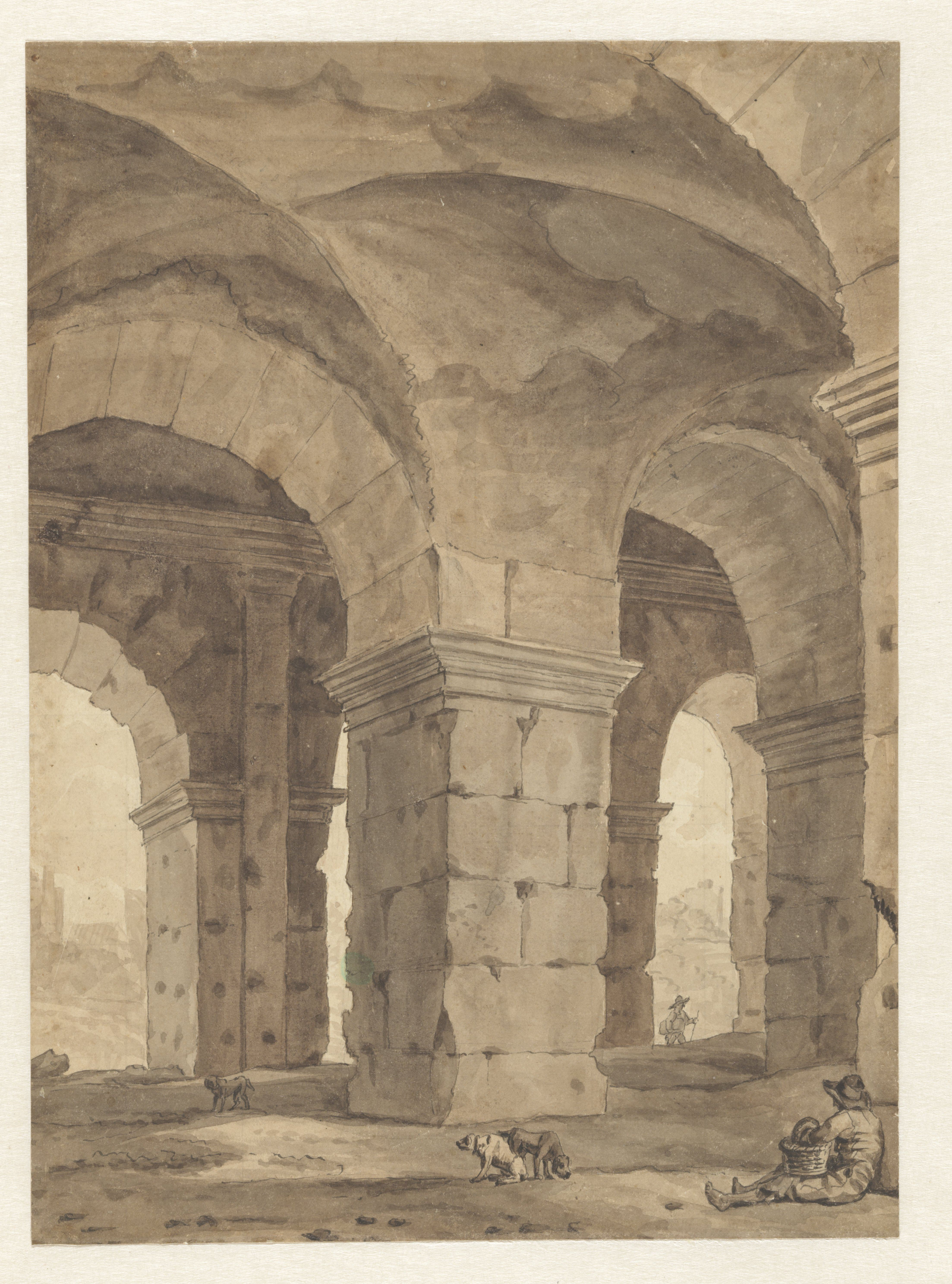
Onder de bogen van het Colosseum
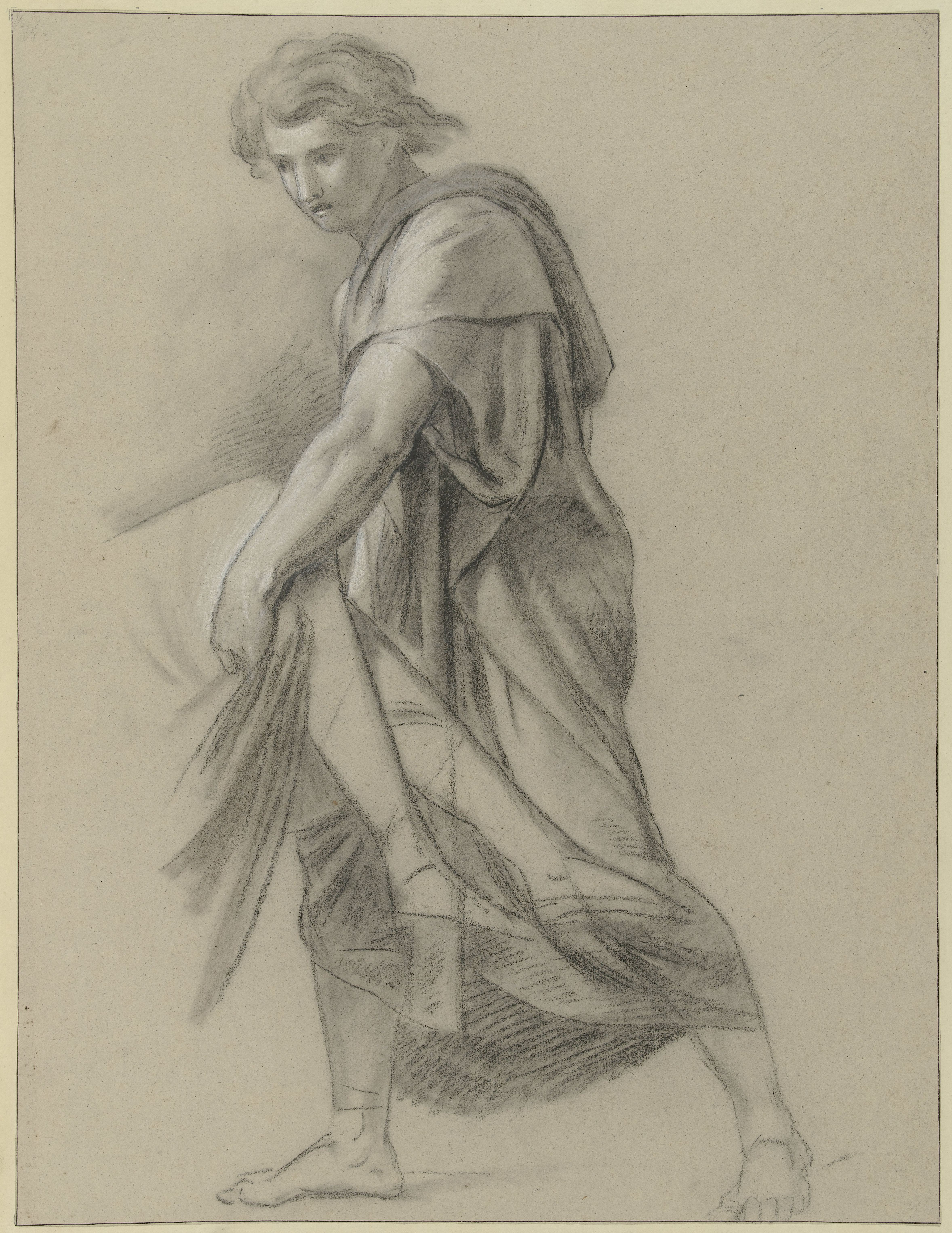
Studie van een man

- Biografisch Portaal: 28475645
- Digitale Bibliotheek voor de Nederlandse Letteren: gran016
- International Standard Name Identifier: 0000 0000 6635 5462
- RKD-Nederlands Instituut voor Kunstgeschiedenis: 33310
- Union List of Artist Names: 500005675
- Virtual International Authority File: 89792880